# 新約聖經蕭鐵笛譯本
《新譯新約全集》，是蕭鐵笛以國語翻譯的27卷新約聖經，並由張彼得校閱，趙世光牧師審定，靈糧出版社出版，1967年8月初版。每卷書前並有書卷及作者簡介。書卷譯名與和合本稍有不同，最明顯的是使徒名前冠上聖字。蕭鐵笛逝世後，1986年在日本橫濱由其創立的日本聖書研究會發行《新譯新約全集修訂本》。蕭鐵笛原名蕭恩承(Theodore Encheng Hsiao)，鐵笛為筆名，曾任教於北京大學。蕭曾將譯稿寄予胡適閱讀。

## 譯文舉例
20 自創世以來，凡祂那些不可見之物，已經清清楚楚看見，藉其所造各物獲得了解，包括其永存的權力和神性，所以無法推諉。 21 彼輩雖然知道　神，卻不榮之為　神，也不謳歌感戴，反而故弄虛玄，使無識別力的心昏暗； 22 自以為聰明，反成愚拙， 23 將不朽的　神的光榮變為像易朽的人的形像，變為飛鳥、四足獸、爬行動物！ 24 以致　神也因他們的心中的淫慾而放棄之，讓他們淪於污穢，彼此侮辱自己的身體。25 他們將　神的真，弄成虛假，寧願崇拜、事奉動物，而不敬事那位萬世歌頌的造物主。阿們。 26 職是之故，　神聽任他們去放縱不名譽之慾；連他們的女性，也一反其本性而改變其自然用途； 27 男性同樣捨女性的自然用途，自相慾火攻心，同性間醜態百出，自食其必然的惡果。——聖保羅致羅馬信徒書（即一般所稱的羅馬書）第一章20至27節